# Jean-Marc Degraeve
Jean-Marc Degraeve (* 26. Januar 1971 in Tourcoing) ist ein französischer Schach-Großmeister.

## Leben
Degraeve siegte oder belegte vordere Plätze in mehreren Turnieren: 1. Platz beim Turnier in Pau (1989), 1. Platz beim Turnier in Belfort (1997), 1.–2. Platz beim Open in L’Étang-Salé, Réunion (2001), 1. Platz beim Turnier in Montreal (2002) und viermal 1. Platz beim Open in Saint-Chély-d’Aubrac (2006, 2007, 2008 und 2010).
Seit 1998 trägt Degraeve den Großmeister-Titel.

## Mannschaftsschach

### Nationalmannschaft
Für die französische Nationalmannschaft spielte er bei den Schacholympiaden 2000, 2002 und 2004; in der Einzelwertung der Reservespieler gewann er bei der Schacholympiade 2004 in Calvià die Bronzemedaille. Degraeve nahm an den Mannschaftseuropameisterschaften 1997, 2001 und 2003 teil, wobei er 2001 mit der französischen Mannschaft den zweiten Platz belegte und 2003 bester Ersatzspieler wurde. 2000 gewann Degraeve mit der französischen Mannschaft den Mitropacup und war gleichzeitig bester Einzelspieler am ersten Brett.

### Vereine
In Frankreich spielte Degraeve Anfang der 1990er Jahre bei La Dame Blanche Auxerre, mit denen er am European Club Cup 1993 teilnahm, danach bis 2004 bei Clichy-Echecs-92, mit denen er sechsmal am European Club Cup teilnahm, in der Saison 2004/05 bei Évry Grand Roque, von 2005 bis 2008 bei Orcher la Tour Gonfreville, von 2008 bis 2010 bei Marseille Echecs und von 2012 bis 2015 bei Mulhouse Philidor. 2016 und 2017 spielte er für den Saint-Quentiner Verein Les Tours de Haute Picardie, 2019 für Asnières - Le Grand Echiquier.
In der deutschen Schachbundesliga spielte Degraeve in der Saison 1997/98 beim SCA St. Ingbert und von 2006 bis 2011 für den SC Remagen.
In Belgien spielte er von 2003 bis 2005 beim KSK Rochade Eupen-Kelmis und in der Saison 2010/11 bei Cercle d’Échecs Fontainois.